# Schleuse Ahsen

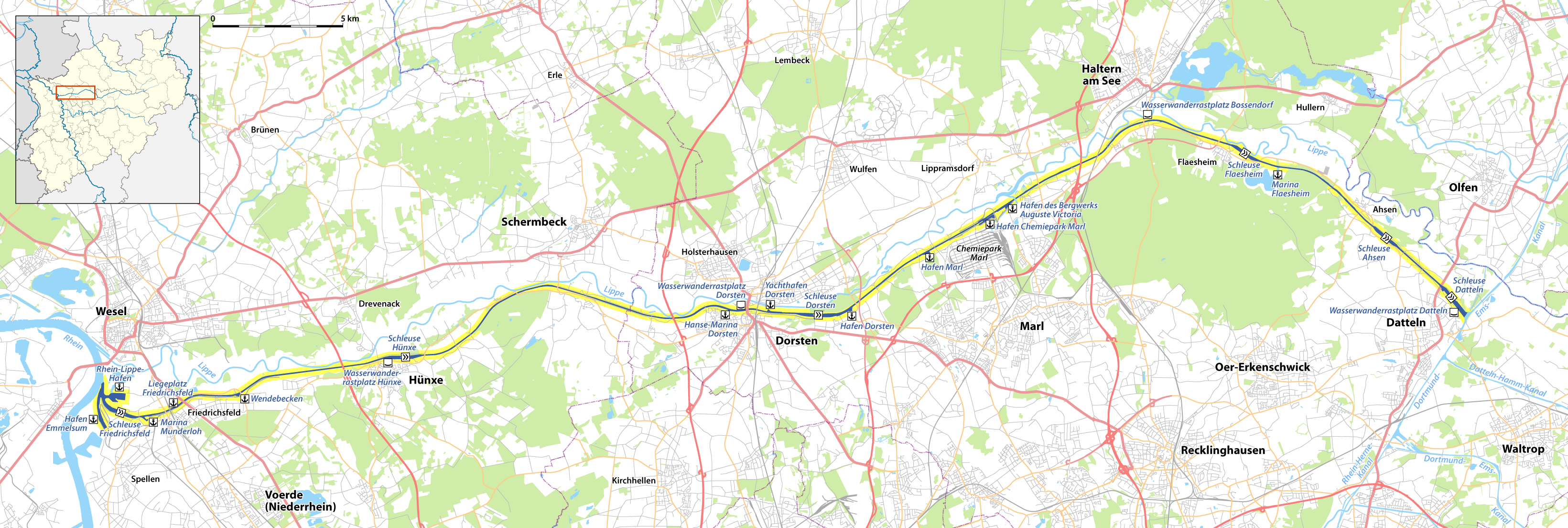
Lage der Schleusengruppe am Kanal

Die Schleusen Ahsen gehören – vom Rhein her zur fünften der sechs Kanalstufen des Wesel-Datteln-Kanals (WDK) bei Kanalkilometer 55,9 in Datteln-Ahsen. Die Schleusengruppe überwindet einen Höhenunterschied von 7,50 Metern.
Die große Schleuse ist 222 Meter lang, 12 Meter breit und hat an beiden Enden Hubtore. Sie wurde zwischen 1925 und 1927 erbaut und offiziell 1931 mit dem Wesel-Datteln-Kanal in Betrieb genommen. Die Hubtore wurden in den 1990er Jahren wie bei den weiteren großen Schleusen des Kanals erneuert.
Die kleine Schleuse wurde 1970 erbaut, ist 112 Meter lang und 11,83 Meter breit. Sie hat am Oberwasser ein Hubtor und am Unterwasser ein Schiebetor.
Die Betätigung beider Schleusen erfolgt durch die Schleusenwärter in den Steuerständen vor Ort. Die Betätigung des Pumpwerks erfolgt durch die 1984 in Betrieb genommene Fernsteuerungszentrale (FZW) des Wasserstraßen- und Schifffahrtsamtes Westdeutsche Kanäle in Datteln.
Das seit der Inbetriebnahme des Kanals 1931 vorhandene Rückpumpwerk dient zunächst dazu, das ins Unterwasser abgelaufene Schleusenbetriebswasser ins Oberwasser zurückzupumpen. Darüber hinaus kann über die ganze Pumpwerkskette des WDK bei Bedarf Rheinwasser in Richtung Dattelner Meer gepumpt werden zur Speisung der Scheitelhaltung Herne/Datteln-Münster des Westdeutschen Kanalnetzes. Betrieben werden maximal drei der vier Pumpen mit 4300 Litern Durchsatz pro Sekunde, die geodätische Förderhöhe beträgt 9,60 Meter.

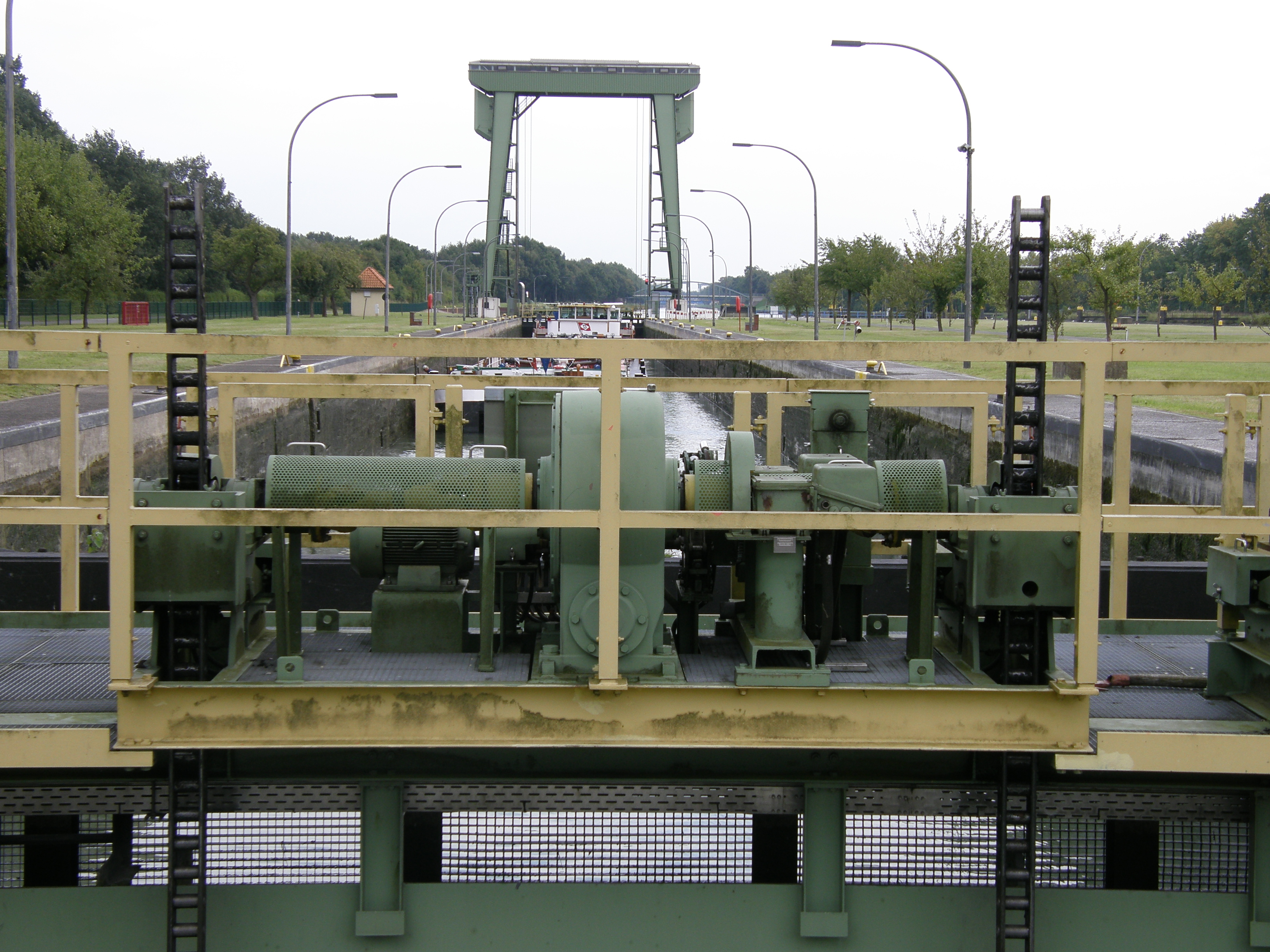
Große Schleuse: vorne Antriebsmotor auf dem unteren Hubtor für die Auslassschützen im Tor, hinten geschlossenes oberes Hubtor
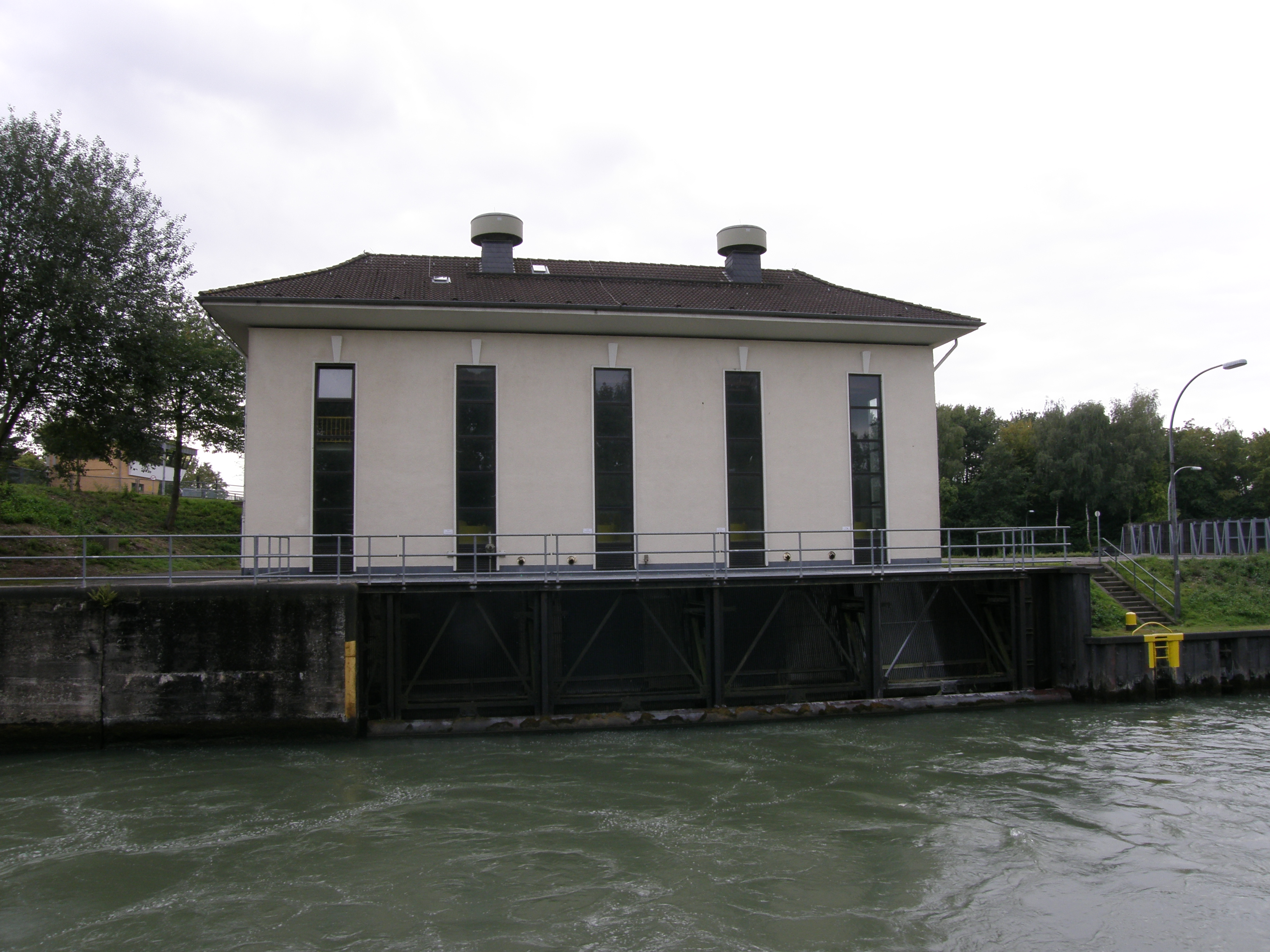
Rückpumpwerk zwischen kleiner und großer Schleuse mit Rechen am Wassereinlass
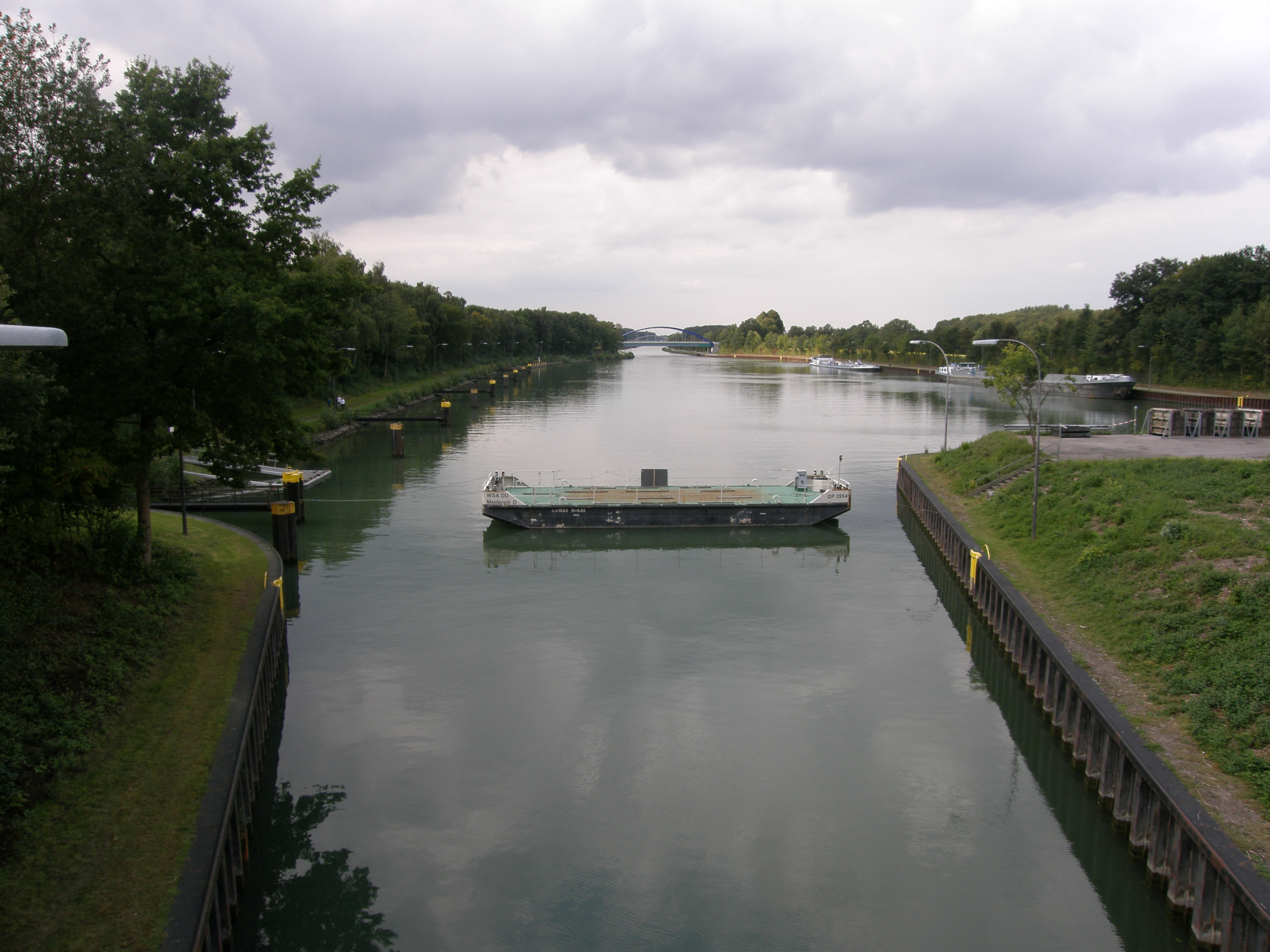
Blick von der kleinen Schleuse auf das damals gesperrte Unterwasser und den Wanderrastplatz links
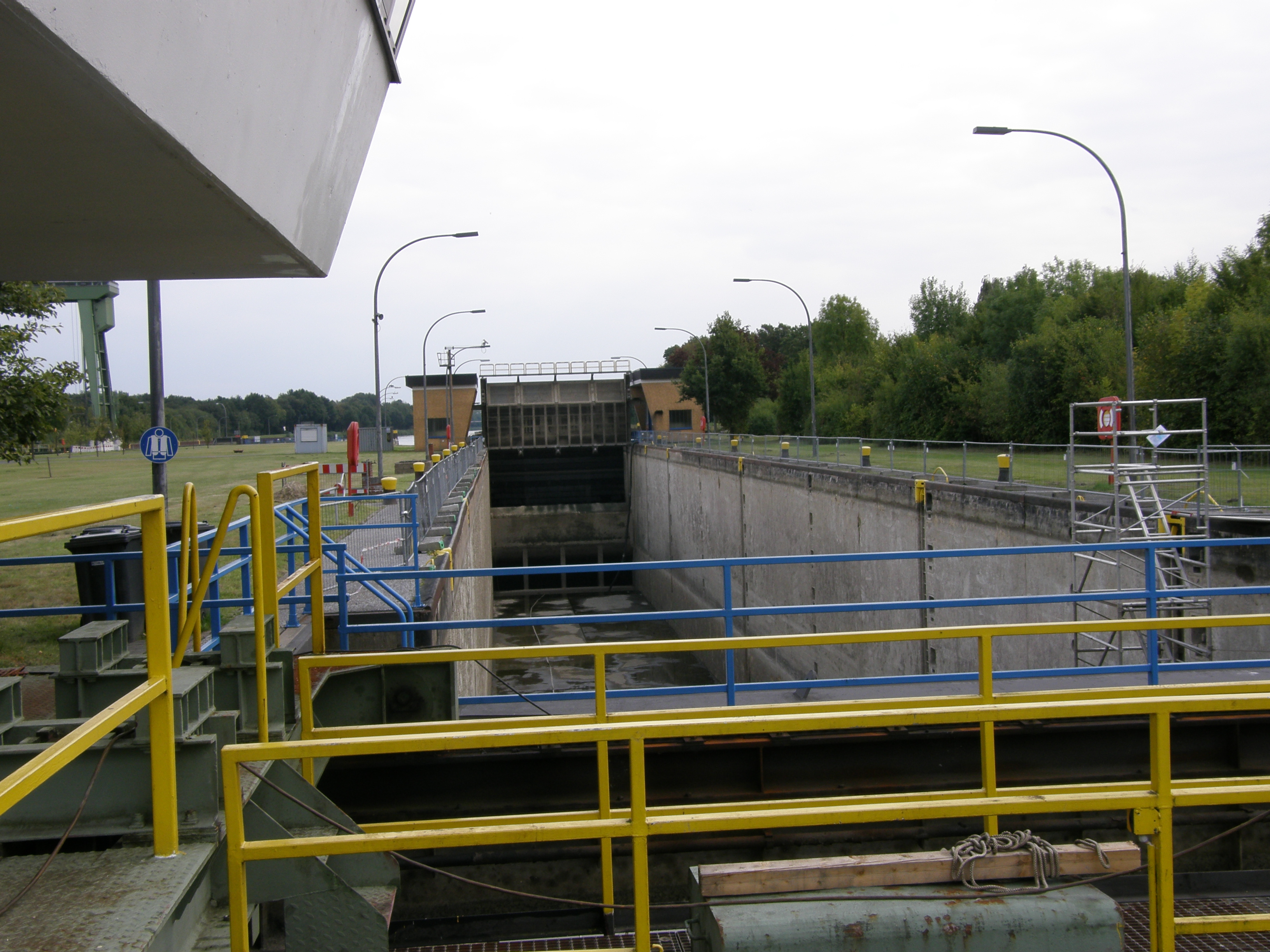
Leere kleine Schleuse während der Revisionsarbeiten August/September 2009